# Conioscinella divitis
Conioscinella divitis är en tvåvingeart som beskrevs av Nartshuk 1971. Conioscinella divitis ingår i släktet Conioscinella och familjen fritflugor. Inga underarter finns listade i Catalogue of Life.